# ピンク・パンサー5 クルーゾーは二度死ぬ
『ピンク・パンサー5 クルーゾーは二度死ぬ』（原題: Curse of the Pink Panther）は、1983年のイギリス・アメリカのコメディ映画。『ピンク・パンサーシリーズ』にクルーゾー警部役で主演してきたピーター・セラーズの死後に製作されたシリーズ第7作。行方不明のクルーゾーを、コンピューターで選ばれたスレイ刑事（テッド・ワス）が追跡するストーリー。シリーズ第1作『ピンクの豹』の主要キャストが再登場する総決算的作品でもある。製作・脚本・監督ブレイク・エドワーズ。音楽ヘンリー・マンシーニ。

## ストーリー
中東の国ルガシュの博物館から「ピンク・パンサーの名を持つダイヤモンド」が盗まれた。因縁深きダイヤを追うパリ警察のクルーゾー警部は、犯人である賊とチャンドラ伯爵夫人の売買交渉の場に踏み込む。賊はクルーゾーを撃とうとするが、それより早く夫人が賊を撃った・・・
クルーゾー警部がダイヤ盗難事件の捜査中に行方不明になって1年。フランス政府はコンピューターにより世界一の刑事を選んでクルーゾーの捜査に当たらせる方針を決め、ドレフュス主任警部にその選任を命じた。しかし、クルーゾーに悩まされ続けてきたドレフュスはクルーゾーの発見を望まず、世界最低の刑事を選ぶようコンピューターを操作する。その結果、ニューヨーク警察のクリフトン・スレイ刑事が選ばれた。
フランスに向かうスレイを、クルーゾー発見を嫌うマフィアが暗殺しようとするが、強運なスレイは危機を切り抜ける。自信家のクルーゾーと反対に気弱なスレイだが、マヌケなところは親戚のようにクルーゾーそっくりで、誤ってドレフュスを窓から突き落とし入院させてしまう。ルガシュでの現場検証を終えて南仏に向かったスレイを、マフィアに加えてルガシュの秘密警察が暗殺を謀る。ダイヤの保険金を使ってしまったルガシュ首脳もダイヤの発見を望んでいなかったのだ。
南仏でクルーゾーが追い求めてきた怪盗ファントムことチャールズ・リットン卿と妻のシモーヌ、甥のジョージと面会したスレイは、クルーゾーがバレンシアに向かったと聞き、暗殺者達から逃れつつ後を追う。火祭りで賑わうバレンシアでは、格闘技の達人である謎の美女が登場。さらに病院から抜け出してきたドレフュスが地元警察にスレイをニセ刑事と通告してスレイが逮捕されるなど混乱を極めたが、スレイはジョージに救われ、リットン夫妻のクルーザーに乗船した。
リットン達からチャンドラ伯爵夫人の事を聞いたスレイは、夫人の所有するマジョルカ島の温泉施設に乗り込む。そこでスレイは夫人の愛人と思しき、世界的有名俳優にそっくりな男と会う。その男こそ、整形手術で姿を変えたクルーゾーであった。しかしスレイはそれに気付かず、本物の有名俳優と思い込んでしまう。夫人からのニセの情報により、「ダイヤを盗んだクルーゾーは、チャンドラ夫人に紹介された医者に整形手術を受けて別人となったが、ダイヤの売買に絡み何者かに射殺されてしまった」との誤った報告をした。パリ警察もこれを受け入れ、クルーゾーは死んだ事とされた。
完全に過去を消す事に成功して伯爵夫人と暮らすクルーゾーだが、ダイヤを盗まれてしまう。盗難現場にはファントムの印である白い手袋が残されていた。実は盗んだのはシモーヌで、「ピンク・パンサーの名を持つダイヤモンド」は20年越しでリットン・ファミリーの手に渡った。

## キャスト
| 役名                                      | 俳優                                                    | 日本語吹替 |
| ----------------------------------------- | ------------------------------------------------------- | ---------- |
| クリフトン・スレイ刑事                    | テッド・ワス                                            | 中尾隆聖   |
| チャールズ・リットン卿 （怪盗ファントム） | デヴィッド・ニーヴン                                    | 中村正     |
| チャールズ・リットン卿 （怪盗ファントム） | 声：リッチ・リトル（ノンクレジット）                    | 中村正     |
| チャールズ・ドレフュス主任警部            | ハーバート・ロム                                        | 宮田光     |
| ジョージ・リットン                        | ロバート・ワグナー                                      | 大滝進矢   |
| シモーヌ・リットン夫人                    | キャプシーヌ                                            | 瀬畑奈津子 |
| ケイトー                                  | バート・クウォーク                                      | 小室正幸   |
| ボールス教授                              | ハーヴェイ・コーマン                                    |            |
| チャンドラ伯爵夫人                        | ジョアンナ・ラムレイ                                    | 秋山京子   |
| シェイン                                  | レスリー・アッシュ                                      | 弘中くみ子 |
| フランソワ刑事                            | アンドレ・マランヌ                                      | 小関一     |
| カフェのウェイター                        | グレアム・スターク                                      |            |
| ブルーノ                                  | ロバート・ロッジア                                      | 椎橋重     |
| フランス大統領                            | ローレンス・デビッドソン                                | 稲葉実     |
| 耳鼻咽喉科医                              | ビル・ナイ                                              |            |
| クルーゾー元主任警部                      | ロジャー・ムーア （ノンクレジット、Turk Thrust II名義） | 西村知道   |

## 製作
クルーゾー警部を演じてきたピーター・セラーズが1980年7月に死去。それに伴い製作された総集編的追悼作『ピンク・パンサーX』（1982年）において、クルーゾーは海外での捜査中に行方不明となっている。本作はその続編で、行方不明のクルーゾーをコンピューターで選ばれたスレイ刑事が追跡する物語である。製作は『X』と併行して行われた。第1作の主要キャストであったデヴィッド・ニーヴン、ロバート・ワグナー、キャプシーヌが再登場するなど、シリーズの総決算的作品でもある。
本作はプロットが複雑で、不可解な部分も多い。その上、整形手術後のクルーゾーを演じたロジャー・ムーアがノンクレジットのサプライズキャストのため、解説記事が書かれる場合もムーアについて触れ難く、あやふやな記述になる傾向があった。それらの事情から、本作の内容については不正確な情報・解説が見受けられる。ストーリーの概略は上述の通りだが、以下に劇中で描かれたクルーゾーの消息と、世間の受け取り方について記す。
- クルーゾーはダイヤを盗んだ賊と伯爵夫人の売買交渉の場に踏み込んで賊に撃たれそうになるが、その前に夫人が賊を撃ち殺した。その後の詳しい経緯は不明だが、夫人と恋愛関係になったクルーゾーは警官の職も過去の半生も捨て、整形手術で某大物俳優そっくりの別人となり、夫人と暮らしている。しかし、手に入れたダイヤはシモーヌに奪われてしまった。
- 世間には「クルーゾーがダイヤの盗難犯で、整形手術で姿を変えたが、ダイヤ売買のトラブルで射殺された」と思い込ませた。クルーゾーの死体とされたのは、伯爵夫人に射殺された本当のダイヤ窃盗犯である。
- ドレフュスは死体がクルーゾーでないと思っているが、死体の指紋がクルーゾーと一致したと偽証した。ドレフュスにとっては実際のクルーゾーの生死は別にして、クルーゾーが死んだ事となって永遠に姿を消してくれるのがベストだったのである。

## 備考
- 第1作『ピンクの豹』に主演したデヴィッド・ニーヴンは、その後クルーゾー役のセラーズがシリーズの主演になった為、20年近くピンク・パンサーシリーズから離れていた。しかし、セラーズの死に伴って前作『ピンク・パンサーX』と本作に再出演を果たした。ニーヴンらの出演は、セラーズ不在でも本作がシリーズの正統な続編である事を印象付ける意義もあった。しかし、ニーヴンも当時体調を崩しており、アフレコは声帯模写のリッチ・リトルが行った。そして本作公開直前の1983年7月、ニーヴンもセラーズを追うように死去した。
- 『ピンク・パンサーX』で行方不明のクルーゾーを取材するキャスターのジュヴェを演じて後半部の事実上の主演だったジョアンナ・ラムレイは、本作ではクルーゾーの愛人となるチャンドラ伯爵夫人を演じた。ラムレイはセラーズ存命中のシリーズ作への出演歴はないが、追悼的な2作で重要な役を演じた事になる。チャンドラ夫人は盗難品売買に絡み、殺人も厭わない裏世界の人間と思われる。ドジではあるが常に警官としての職務に忠実で名声も得ていたクルーゾーが、何故その夫人の愛人となったかは不明である。
- 本作の主演に抜擢されたテッド・ワスは、ハロルド・ロイドを思わせる気弱で真面目、眼鏡をかけた好青年タイプのスレイ刑事を演じた。しかし、スレイもワス自身も過去のシリーズとはまったく関係がなく、この配役には唐突な印象が残った。更にクルーゾーの劇中での処遇も不可解で、本作は高い評価を得られずヒットとはならなかった。本作以降シリーズは途絶えるが、10年後の1993年にクルーゾーの隠し子を登場させた『ピンク・パンサーの息子』が製作された。
- 整形手術で有名俳優とそっくりの姿となったクルーゾーを演じたのは、当時現役のジェームス・ボンド俳優だったロジャー・ムーアである。ノンクレジットで、スレイのみならず観客をも驚かせるサプライズキャストであった。ただし、劇中では新作撮影中の筈の有名俳優と表現され、具体的なムーアやボンドの名称は出ていない。
- 冒頭に登場するクルーゾー警部は当然ながら代役の演技で顔は一切見せず、声はアーカイブから抽出したピーター・セラーズのものを使用している。